# Gan Ying
Gan Ying (甘英, födelse- och dödsdatum okända) var en kinesisk ambassadör under Östra Handynastin som år 97 blev utskickad på en expedition till Rom, eller Daqin som kineserna kallade landet, av den kinesiske generalen Ban Chao.
Gan Ying ingick i Bans 70 000 man starka expeditionsstyrka som i sin jakt på folket xiongnu hade tagit sig så långt västerut som till Partien (i dagens Iran). Ban Chao sände därifrån Gan Ying vidare mot Rom för att insamla information. Trots att han aldrig nådde Rom var han den kines som under antiken kom att resa längst västerut, troligen till Persiska viken, då Partiens västra gräns. Gan Ying var den förste kines som identifierade Rom som Sidenvägens slutpunkt. Han lämnade också rapporter om Roms storlek, styressätt med mera.
Vår källa till kunskap om Gan Ying är den officiella kejserliga historieboken Historia över Senare Handynastin (Hou Hanshu).